# Матеус Энрике до Кармо Лопес
Мате́ус Энри́ке до Ка́рмо Ло́пес (порт.-браз. Matheus Henrique do Carmo Lopes; 8 марта 1985, Сети-Лагоас, Минас-Жерайс, Бразилия) — бразильский футболист, защитник.

## Биография
Воспитанник клуба «Америка Минейро», за который играл с 2000 года по 2005 год. В 2005 году начал выступать за клуб на профессиональном уровне. Затем выступал за «Ипатингу» из одноимённого города. В январе 2007 года был отдан в годичную аренду в «Гремио», но за команду он так и не сыграл.
В 2008 году находился в составе «Атлетико Паранаэнсе», но за клуб так и не провёл ни одной игры. Летом 2008 года перешёл в лиссабонский «Белененсиш». В команде взял 4 номер. В чемпионате Португалии дебютировал 24 августа 2008 года в выездном матче против «Порту» (2:0), Матеус отыграл всю игру. Всего в «Белененсише» провёл полгода и провёл 5 матчей. Зимой 2009 года перешёл в «Вилу-Нову» из города Гояния, которая выступает в чемпионате Бразилии Серия B. Матеус за клуб провёл 3 матча.
В 2010 году выступал за «Демократу» в Лиге Минейро и провёл 14 матчей и забил 1 гол. Позже играл за клубы: АСА из Арапираки и «Уберландию» из одноимённого города.
В зимнее межсезонье 2011 года после прохождения просмотра, подписал контракт с запорожским «Металлургом» на правах свободного агента. Тогда в команде было большое количество бразильских игроков — Андерсон Рибейро, Джеферсон, Жуниор, Фабиано и Штефанелло. По словам главного тренера Олега Луткова: подписание Матеуса случилось из-за ухода игрока «Металлурга» Дмитрия Невмываки в «Ильичёвец».
11 марта 2011 года дебютировал в Премьер-лиге Украины в выездном матче против киевской «Оболони» (1:0), Матеус отыграл весь поединок, по ходу игры получил жёлтую карточку. После победного матча 17 апреля 2011 года против донецкого «Металлурга» (0:1), Матеус попал в символическую сборную тура. По итогам сезона 2010/11 «Металлург» занял последнее 16 место и вылетел в Первую лигу Украины. Матеус провёл 10 матчей в чемпионате Украины и получив 4 жёлтых карточки и став основным игроком команды.
В Первой лиге Украины сезона 2011/12 «Металлург» стал серебряным призёром и вышел в Премьер-лигу, клуб уступил лишь «Говерле-Закарпатье». По итогам сезона в Первой лиге Матеус провёл 29 матчей и забил 3 гола, получив 6 жёлтых и 2 красных карточки, в Кубке Украины провёл 4 матча и забил 1 гол. Также Матеус стал одним из лучших игроков того сезона. Всего за Металлург провёл 68 матчей и забил 5 голов в первенствах Украины, в Кубке провёл 5 матчей и забил 1 гол.
В декабре 2013 года побывал на просмотре в казахстанском «Ордабасы». В феврале 2014 года подписал годичный контракт с китайским клубом «Чэнду Блейдс». В команде получил 2 номер. 15 марта 2014 года дебютировал в чемпионате Китая в матче против «Циндао Чжуннэн» (1:1), Матеус отыграл всю игру и получил жёлтую карточку на 65 минуте.

## Достижения
- Серебряный призёр Первой лиги Украины (1): 2011/12